# Deadband

Deadband és el període de manca d'acció en un sistema.

El deadband (a vegades anomenada zona neutral o zona morta) és una freqüència en una franja de senyals en la que no hi ha accions i el sistema és inoperant. La banda morta s'utilitza en reguladors de voltatge i altres controladors. L'objectiu és comú, per evitar l'oscil·lació o cicles repetits d'activació-desactivació (anomenada 'caça' en els sistemes de control proporcional).

Input i output d'un operador deadband.

## Reguladors de voltatge
En algunes subestacions hi ha reguladors mantenen el voltatge dins de certs límits predeterminats, però hi ha una gamma d'in-between de voltatge durant el qual no es fa cap canvi, com, potser, entre 112 a 118 volts (la deadband és de 6 volts), o 215 a 225 volts (la deadband és de 10 volts).

## Blacklash

Backlash és una forma mecànica de deadband.

Les dents d'un plat amb banda morta. No hi ha cap empenta des d'entrada al secundari en cap instrucció mentre les dents mentre que les dents no s'engranen.

## La histèresi no és deadband
Deadband és diferent d'histèresi. Amb histèresi no hi ha cap zona morta, la sortida és sempre en una instrucció o un altre. Els mecanismes amb la histèresi tenen memòria, ja que els estats de sistema previs manen estats de futur; per contrast. Els exemples de mecanismes amb la histèresi són termòstats i alarmes de fum
Termòstats
Histèresi d'exposició de termòstats. La calefacció d'una casa és encesa automàticament pel termòstat per ser encès tan aviat com la temperatura al termòstat cau a 18 °C, per exemple, i es torna a apagar pel termòstat tan aviat com la temperatura al termòstat arribi a 22 °C. No hi ha cap temperatura a la que no s'està escalfant la casa o no se li permet refredar.
Alarmes
Un detector de fum és també un exemple d'histèresi, no deadband. El detector de fum al sostre de la cuina comença l'alarma tan aviat com el nivell de fum arribi a un cert valor d'encesa x, llavors el detector de fum es queda en la posició d'alarma fins que el nivell de fum s'hagi reduït per anivellar y, després del qual el detector de fum es restaura automàticament a "normal". La histèresi aquí és x menys y.